# Lush Life
Lush Life är en låt framförd av den svenska sångerskan Zara Larsson, som var med på hennes kommande studioalbum. Låten blev etta på Digilistan den 2 augusti 2015 och etta på Sverigetopplistan 24 juli 2015, där den låg i 4 veckor. Den 9 augusti gick låten in på Svensktoppen. Låten nådde även höga listplaceringar i bland annat Norge och Danmark. "Lush Life" har sålt 10x Platina i Sverige samt platina i 14 andra länder, däribland Storbritannien och USA.
Den blev framröstad som Årets låt 2015 på P3 Guld-galan 2016.

## Listplaceringar
| Lista (2015)        | Topplacering |
| ------------------- | ------------ |
| Belgien (Flandern)  | 6            |
| Belgien (Vallonien) | 5            |
| Danmark             | 2            |
| Finland             | 6            |
| Nederländerna       | 3            |
| Norge               | 2            |
| Storbritannien      | 6            |
| Sverige             | 1            |